# Rhinella arunco
Arunco (Rhinella arunco) é uma espécie de sapo da família dos bufonídeos. É nativo e endêmico do Chile. É conhecido também como sapo-de-rulo, sapo-de-secano, sapo-de-Concepción e gen-co.

## Habitat e reprodução
Os seus habitats naturais são: rios subtropicais ou tropicais secos de arbustos, rios intermitentes, marismas de água doce, marismas intermitentes, áreas alagadas, lagos, viveiros de aqüicultura, escavações abertas e terras irrigadas. Os adultos escondem-se em pequenos buracos ou debaixo de pedras durante o dia.
Ele se reproduz em água perto de onde vive. Os girinos conseguem nadar livremente.
A destruição do habitat é uma ameaça a esta espécie, como poluição da água causada pela agricultura, por exemplo, as plantações de pinus, culturas agrícolas e de gado. Felizmente, esta espécie está presente nas áreas protegidas.

## Distribuição estatusde conservação
Está amplamente distribuído do Coquimbo até a província de Arauco, Chile.
Foi listado como pouco preocupante em 2006, pois foi visto grandes populações e a sua ampla distribuição em 2003, e por isso é pouco provável que esteja em declínio populacional para se qualificar para listagem em uma categoria mais ameaçada, como foi listado como vulnerável em 1994.

## Sinonímia
- Rana arunco Molina, 1782
- Bufo arunco Schneider, 1799
- Bufo chilensis Tschudi, 1838
- Pleurodema arunco Girard, 1853
- Phryne chilensis Fitzinger, 1861
- Bufo spinulosus arunco Cei, 1962
- Bufo arunco arunco Cei, 1962
- Bufo spinulosus chilensis Gallardo, 1965
- Chaunus arunco Frost, Grant, Faivovich, Bain, Haas, Haddad, de Sá, Channing, Wilkinson, Donnellan, Raxworthy, Campbell, Blotto, Moler, Drewes, Nussbaum, Lynch, Green & Wheeler, 2006
- Rhinella chilensis Pramuk, Robertson, Sites & Noonan, 2008